# William James Entwistle
William James Entwistle, FBA (7 décembre 1895 – 13 juin 1952) est un romaniste britannique spécialiste de la littérature espagnole.